# 회령암군
회령암군은 한반도의 제4기 하세 관입암류이다.

## 개요
회령암군은 함경북도 회령시, 온성군, 새별군 일대에 크고 작은 관입암체들로 널려있는데 이들이 몰켜있는 곳은 두만강습곡대 안의 제3기층 분포구역이다. 이들의 분포면적은 약 160 ㎢로 축척 1:20만 회령, 라진도폭 조사 당시에 처음 밝혀져 이 관입암류를 회령암군이라고 부르게 되었다. 회령암군 관입암체들은 주로 제3기 새별통과 하면통 암석들과 부분적으로 두만계 또는 두만강암군 암석들을 뚫었다.

## 지질학적 특징
회령암군은 층모양, 접시모양, 기둥모양, 맥상으로 나타나고 있다.
주입층모양암체는 경원군 성내리와 그 밖의 여러 지방에 널려있는데 그 두께는 1 m로부터 260 m까지이며 길이는 수 m로부터 6.5 ㎞ 까지이다. 층상암체들은 배태암의 층리를 따라 주입되여있다. 이러한 암체들은 분출암과 같은 놓임특성을 가지지만 그것이 맥상암체와 연결될 때에는 층리를 자르고 있다.
기둥상암체들은 회령시와 경원군에서 볼 수 있다. 기둥모양암체변두리에서는 그로부터 갈라져나온 층상암체를 볼 수 있다. 
회령암군의 구성암석은 암체의 변두리에서 안으로 들어가면서 현무암에서 조립질현무암 및 감람석조립질현무암에서 알칼리휘장암 및 휘장암으로 넘어가고 있다. 하지만 한 암체가 단일한 암석으로 이루어져 있을 때도 있다.
일반적으로 현무암과 조립질현무암은 주입층상암체들에서 흔히 볼 수 있고 알칼리휘장암 및 휘장휘록암은 맥모양암체에서 특징적이다.
현무암은 검은색, 검은 재색을 가지며 현무암조직, 반암조직을 가진다. 주성분광물은 사장석과 휘석이며 자철광을 12%까지 함유할 때도 있다. 일부 현무암에는 감람석 반정이 5% 정도 들어있다.
조립질현무암은 어두운 풀색이며 사장석, 휘석, 감람석으로 되여있으며 자철광과 티탄철광이 일부 들어간다.

## 형성조건
회령암군의 염기성암류는 준알칼리 및 알칼리현무암계열의 분화물이다.
감람석조립질현무암의 형성온도는 960 ~ 980 ℃이상이고 압력은 50 MPa이다. 이는 1 ㎞ 안팎의 지표부근조건을 지시하는 것이다. 회령암군은 초기 상부맨틀에서부터 많이 분화된 조성을 가지는 현무암 암장에서 형성되었다. 이는 대륙 내 심부단열대를 따라 분화한 것으로 보인다.

## 참고 문헌
- 한룡연 외. 조선의 지질(증보판). 과학기술출판사, 2011. P235-236
- 홍군진 외. 조선지질구성(5). 공업출판사, 1990. p386-387